# Dikomo
Dikomo  (in greco Δίκωμο?, Dikomo; in turco Dikmen) è una cittadina a 8 km a nord di Nicosia, con una popolazione di 2.500 abitanti. Essa si trova de jure nel distretto di Kyrenia della Repubblica di Cipro e de facto nel distretto di Girne della Repubblica turca di Cipro del Nord.
Essa è situata a 3 km a sud est del Monumento ai Martiri di Cipro. La popolazione si occupa di agricoltura e zootecnia, alcuni lavorano in vari settori a Nicosia e Girne. In questo villaggio è dislocato il battaglione di supporto del Comando delle Forze di Sicurezza. Il comune confina con Boğazköy a ovest, Taşkent a est, Gönyeli a sud-ovest e Hamitköy a sud-est.

## Storia
Dikomo è menzionata per la prima volta nelle fonti in una cronaca di Neofito il Recluso nell'occasione di un'incursione a Cipro nel 1155/56. Essa si trova vicino al luogo della battaglia tra le forze bizantine e quelle di Rinaldo di Châtillon, che erano sbarcate a Kyrenia avanzando sino a Nicosia.

## Monumenti e luoghi d'interesse

### Siti archeologici
Sulle pendici meridionali della catena montuosa del Beşparmak, che parte da Boğazköy e si estende sino a Taşkent, ci sono molte tombe rupestri appartenenti al Neolitico. Soprattutto le tombe rupestri situate sulla collina a ovest nella sede della vecchia fabbrica Deko Kreç  sono minacciate a causa dell'esistenza di una cava.

### Altro
Nella cittadina si trovano due mulini ad acqua costruiti vicino a una sorgente che si prosciugò già nel passato.

## Cultura

### Università
A sud della cittadina a 5 km di distanza si trova il campus della Near East University.

## Amministrazione

### Altre suddivisioni amministrative
La cittadina è composta da due parti:
- Kato Dikomo (Κάτω Δίκωμο; Aşağı Dikmen): la città bassa;
- Pano Dikomo (Πάνω Δίκωμο; Yukarı Dikmen): la città alta;

le quali prima del 1974 costituivano due villaggi separati.